# Liang Rui
Liang Rui (née le 18 juin 1994) est une athlète chinoise, spécialiste de la marche, championne du monde du 50 km marche en 2019 à Doha. Entre 2018 et 2019, elle détient le record du monde du 50 km en 4 h 4 min 36 s.

## Biographie
Le 5 mai 2018, Liang Rui remporte l'épreuve du 50 kilomètres marche lors des championnats du monde par équipes de marche, à Taicang, améliorant de plus d'une minute le record du monde détenu depuis 2017 par la Portugaise Inês Henriques, en établissant le temps de 4 h 4 min 36 s. Ce chrono sera battu l'année suivante par une autre Chinoise, Liu Hong, qui devient la première femme à passer sous la barre des 4 heures, en 3 h 59 min 15 s. 
Le 29 septembre 2019, Liang Rui est sacrée championne du monde du 50 kilomètres marche à Doha par une chaleur de plus de 30 degrés, avec le temps de 4 h 23 min 26 s. Elle devance sur le podium sa compatriote Maocuo Li (4 h 26 min 40 s) et l'Italienne Eleonora Giorgi (4 h 29 min 13 s). 

## Palmarès
| Date | Compétition                                 | Lieu    | Résultat | Épreuve | Temps           |
| ---- | ------------------------------------------- | ------- | -------- | ------- | --------------- |
| 2016 | Championnats d'Asie de marche               | Nomi    | 2e       | 20 km   | 1 h 28 min 43 s |
| 2018 | Championnats du monde par équipes de marche | Taicang | 1re      | 50 km   | 4 h 4 min 36 s  |
| 2019 | Championnats du monde                       | Doha    | 1re      | 50 km   | 4 h 23 min 26 s |

### Records
| Épreuve      | Temps           | Lieu    | Date         |
| ------------ | --------------- | ------- | ------------ |
| 20 km marche | 1 h 28 min 43 s | Nomi    | 20 mars 2016 |
| 50 km marche | 4 h 4 min 36 s  | Taicang | 5 mai 2018   |